# Zine

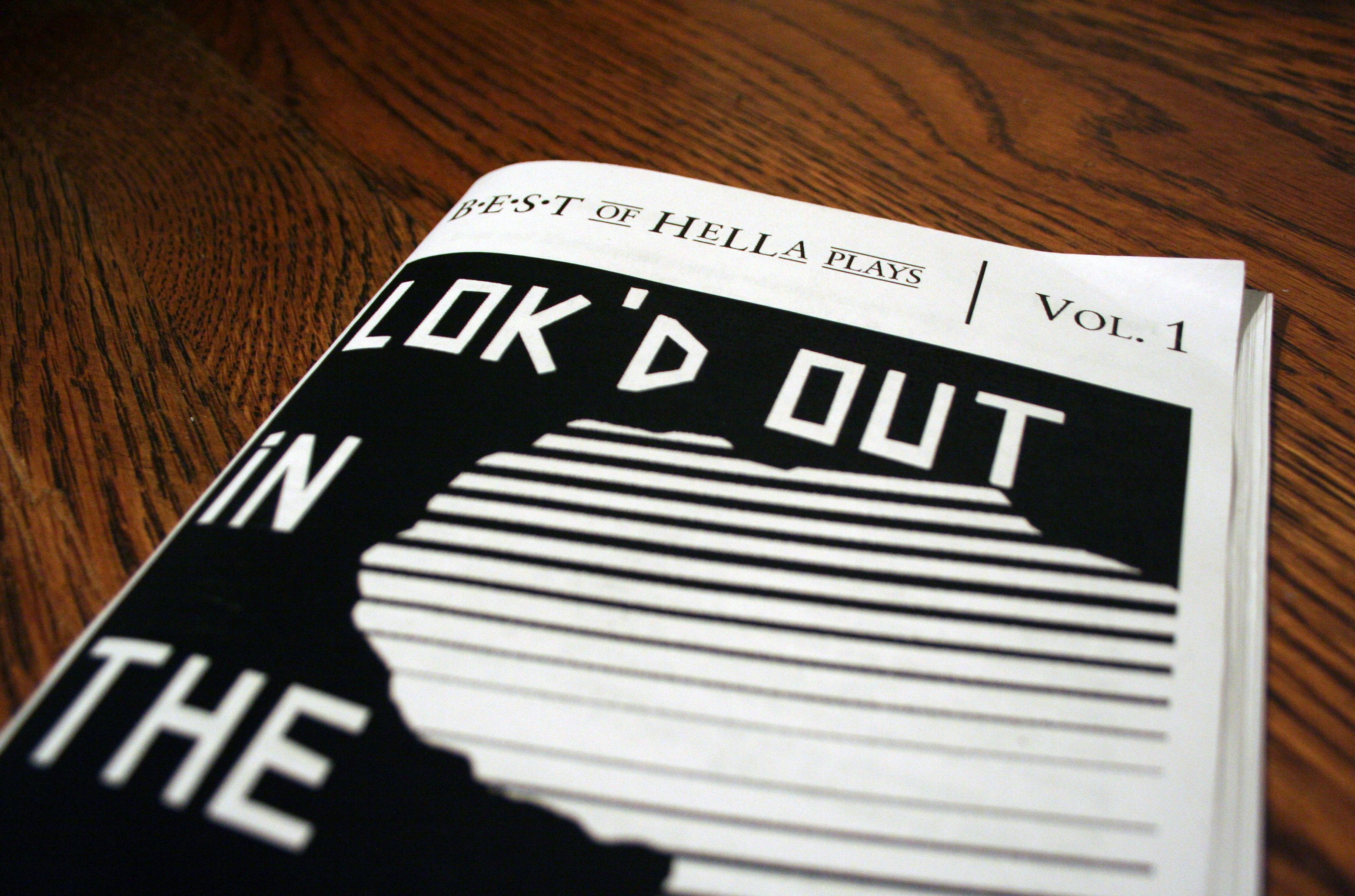
Best of Hella Plays, Vol. 1, een Amerikaanse zine

Een zine (afkorting van fanzine en magazine) is een publicatie van gefotokopieerde tijdschriften op kleine schaal, vaak gericht op een minderheidspubliek.
Zines worden op verschillende manieren samengesteld, van met de printer afgedrukte tekst tot tekeningen of zelfs handgeschreven tekst. Fotokopie en print blijven de populairste media voor zines en meestal worden ze op kleine schaal gefotokopieerd. De thema's zijn heel ruim, fanfictie, politiek, kunst en vormgeving zijn er enkele van. Er bestaan ook veel zines die gewijd zijn aan een zeer specifiek thema. De inhoud van zines is vaak provocerend van aard en bevat elementen die vaak niet in de massamedia terug te vinden zijn. De tijd en benodigdheden om een zine te produceren, worden terugverdiend door inkomsten uit verkoop. Op zines rust zelden auteursrecht en vaak worden teksten en materialen kosteloos gedeeld en gekopieerd.

## Voorbeeld
- Artpolice